# الاكمة (الخرف)

تعديل مصدري - تعديل

الاكمة محلة تابعة لقرية الخرف، التابعة لعزلة المشيرق بمديرية حبيش إحدى مديريات محافظة إب في الجمهورية اليمنية، بلغ تعداد سكانها 182 حسب تعداد اليمن لعام 2004.